# Presidente Médici (Rondonia)
Presidente Médici es un municipio brasileño del interior del estado de Rondonia. Se encuentra ubicado a una latitud de -11º10'33" sur y a una longitud de -61º54'03" oeste, a una altitud de 185 metros sobre el nivel del mar. Su población estimada por el Instituto Brasileño de Geografía y Estadística (IBGE) en 2021 era de 18 165 habitantes. Tiene una extensión territorial de 1758 km².

## Historia
El municipio de Presidente Médici está ubicado en el interior del Estado de Rondonia. Sus tierras fueron originalmente donadas a migrantes de las regiones centro y sur del país, quienes se asentaron allí a partir de 1970, en contra de la voluntad del señor José Milton de Andrade Rios, quien los vio como invasores de las tierras que consideraba de su propiedad. Estos terrenos fueron adquiridos por el señor José Milton del señor Luiz Mário Pereira de Almeida, como parte integrante de la finca Presidente Hermes, ubicada entre los arroyos Preto y Leitão.[cita requerida]
Los primeros pobladores llegaron al lugar a orillas de la BR-364, en la década de 1960, y se instalaron en apenas cuatro tiendas de campaña en medio del barro, dándole el nombre de Trinta e Três, ya que estaba a 33 kilómetros de Vila de Rondonia. actual ciudad de Ji-Paraná. Sus vecinos, todos agricultores, ayudaron de alguna manera a conductores y pasajeros de autobuses que quedaron varados en un enorme atolladero conocido como Muqui, cerca del río del mismo nombre.
El pueblo creció en número de habitantes y casas con la llegada de nuevos pobladores que se asentaron en él, a pesar de existir disputas por la propiedad de los terrenos rurales. En el primer semestre de 1972, su población llegó a más de 800 habitantes y los autobuses que conectaban Cuiabá con Porto Velho, paraban en el lugar, ahora asemejándose a una ciudad y con dos nombres (Nova Jerusalén y Nova Canaã), expuestos en carteles colocados por los líderes de cada grupo de agricultores frente a sus respectivas casas.
En 1972, los colonos realizaron una elección para elegir un solo nombre para la localidad, siendo sometidos a votación los dos nombres antes mencionados, más Getúlio Vargas, Fátima do Norte, Cruzeiro do Sul y Presidente Médici, siendo elegido este último. Este nombre fue oficializado en 1973, cuando el lugar fue elevado a la categoría de subdistrito por el Coronel del Ejército Theodorico Gahiva, entonces Gobernador del Territorio Federal de Rondônia. Rondonia fue elevada a la categoría de Estado Federado recién el 20 de diciembre de 1981, siendo instalado el gobierno estatal el 4 de enero de 1982.
Como resultado de su desarrollo socioeconómico, el distrito de Presidente Médici fue elevado a municipio en 1981. El nombre «Presidente Médici» es un homenaje al entonces Presidente de la República Emílio Garrastazu Médici (1969-1974).
Debido al estancamiento económico y la falta de inversión, desde principios de la década de 2000 se produjo una fuga de población. La falta de empleo y de más opciones de educación superior ha ahuyentado a los jóvenes, que buscan otras ciudades para trabajar y estudiar.

## Demografía
Su población estimada en 2021 era de 18 165 habitantes.
La proyección de población urbana en 2016 era de aproximadamente 14 860 habitantes.
Actualmente, Presidente Médici está dividido en 5 barrios y 6 complejos habitacionales, los cuales son: Centro, Hernandes Gonçalves, Cunha e Silva, Lino Alves Teixeira y Colina.
La proyección de la población rural en 2016 era de aproximadamente 9606 habitantes.